# Resolutie 126 Veiligheidsraad Verenigde Naties
Resolutie 126 van de Veiligheidsraad van de Verenigde Naties was de laatste resolutie van de VN-Veiligheidsraad in 1957, en werd dat jaar aangenomen op 2 december. Tien leden van de Raad stemden voor. Enkel de Sovjet-Unie koos ervoor zich te onthouden. De Veiligheidsraad vroeg VN-vertegenwoordiger voor India en Pakistan Frank Graham voorstellen te doen om de onderhandelingen tussen India en Pakistan over Kasjmir te bevorderen.

## Achtergrond
Het gebied Kasjmir werd geclaimd door zowel India als Pakistan. Nadat zij er oorlog om hadden gevoerd, werd besloten het gebied te demilitariseren en een volksraadpleging te houden. Die moest uitmaken of het gebied bij India of bij Pakistan zou aansluiten.
In 1951 werd op vraag van de Nationale Conferentie van Jammu en Kasjmir, de grootste politieke partij in de regio, een grondwetgevende vergadering opgericht. Diezelfde partij won vervolgens alle 75 zetels in deze nieuwe instelling.
In 1956 kwam de grondwetgevende vergadering met een grondwet die Jammu en Kasjmir een integraal deel van India verklaarde. Op vraag van Pakistan kwam de kwestie begin 1957 opnieuw op de agenda van de Veiligheidsraad. Een delegatie onder leiding van de Zweedse vertegenwoordiger Gunar Jarring overlegde met de twee landen, maar de aanbevelingen die hij deed in zijn rapport werden niet door hen aanvaard. VN-vertegenwoordiger Frank Graham kwam daarna met een nieuw voorstel, dat eveneens werd afgewezen.

## Inhoud
De Veiligheidsraad had met dank het rapport over de missie van de Zweedse vertegenwoordiger Gunar Jarring ontvangen, dat was gevraagd in resolutie 123. Hij werd bedankt voor de zorg en kunde waarmee hij zijn missie had volbracht.
De Veiligheidsraad was tevreden dat beide partijen met de VN wilden samenwerken om een vreedzame oplossing te zoeken. Opgemerkt werd dat zowel India als Pakistan akkoord zijn om de toekomst van Kasjmir met een volksraadpleging te laten bepalen.
De Veiligheidsraad was bezorgd over het gebrek aan vooruitgang. Het belang werd beschouwd dat werd gehecht aan de demilitarisatie van Kasjmir. De Veiligheidsraad herinnerde aan zijn vorige resoluties en die van de VN-Commissie voor India en Pakistan. India en Pakistan werden gevraagd geen verklaringen of acties te doen of aan te moedigen die de situatie konden verergeren en een goede sfeer voor onderhandeling te creëren. De VN-Vertegenwoordiger voor India en Pakistan werd gevraagd deze partijen voorstellen te doen om vorige resoluties verder uit te voeren. De VN-Vertegenwoordiger kreeg toestemming om hiervoor naar het subcontinent (India) te reizen. De VN-Vertegenwoordiger werd opgedragen hierover aan de Veiligheidsraad te rapporteren.
Lijst ·  122 ·  123 ·  124 ·  125 ·  126